# حزب المحافظين (المكسيك)
حزب المحافظين هو حزب سياسي مكسيكي، سعى للحفاظ على التنظيم والقيم الإسبانية الاستعمارية، سواء في الحكومة أو في المجتمع. على الرغم من أن الحزب تأسس عام 1849، بعد هزيمة المكسيك في الحرب مع الولايات المتحدة، إلا أن معظم الأيديولوجيات السياسية تنحدر مباشرة من الرهبنة اليسوعية التي تراجعت في القرن الثامن عشر، وإنشاء الكريولية أو التعاطف الإسباني والذي تطور لاحقاً متأثراً بأفكار السياسة المحافظة تأثراً عظيماً. كما دعى الحزب إلى المحافظة على سيادة شعب كريويو وثقافته (مكسيكيون من أصل إسباني بالكامل، على السكان الأصليين. كان حزب المحافظين حزب النخبة الذي أسسه ملّاك الأراضي البيض والارستقراطيين. اختفى حزب المحافظين عام 1867 بعد سقوط ماكسيميليان إمبراطور المكسيك.

## نبذة
مؤسس الحزب هو لوكاس ألامان مع إغناسيو أغويلار أي ماروتشو وفرانسيسكودي باولا أرانغويز وأنطونيو دي هارو أي تاماريز وميغيل ميرامون وليوناردو ماركيز وآخرين ممن أيدوا التفكير المركزي وأصروا أن الحل للحكومة المكسيكية هو بقيام ملكية وليس نظام انتخابات عامة. كان هؤلاء يأملون بتنصيب ملك إسبانيا أميراً على المكسيك. سعى المحافظون للحصول على دعم ملوك إسبانيا معتقدين أنه تحت حكم الملك الإسباني سيكون للهنود «وضع خاص» وحماية، لكن السلطة ستبقى في يد النخبة والنبلاء المكسيكيين.

## رؤساء المحافظين
الحكام ذوو التوجهات الإيدلوجية المحافظة  الذين كانوا في السلطة في مراحل مختلفة هم:

### الإمبراطورية المكسيكية الأولى
- أغوستين دي إتوربيدي

### الجمهورية المكسيكية الأولى
- أناستازيو بوستامانتي

### جمهورية وسط المكسيك
- خوسيه غستو كورو
- أناستازيو بوستامانتي (فترة ثانية)
- نيكولاس برافو
- فرانسيسكو خافيير إيشيفيريا
- فالانتين كاناليزو

### الجمهورية المكسيكية الفيدرالية الثانية
- خوسيه ماريانو سالاس
- مانويل ماريا ومبارديني
- ماريانو باريديس أي أرياغو

### الإصلاح
- مارتن كاريرا
- رومولو دياز دي لا فيغا

### أثناءحرب الإصلاح
- فيليكس ماريا زولواغا
- مانويل روبليس بيزويلا
- خوسيه ماريانو سالاس
- ميغيل مريامون
- خوسيه اجناسيو بافون

### الوصاية على العرش
- خوان نيبوموسينو ألمونتي
- خوسيه ماريانو سالاس
- بيلاغيوس أنطونيو دي لاباستيدا أي ديفالوس
- خوسيه اجناسيو بافون
- ميغيل ميرامون

كان أنطونيو لوبيز دي سانتا أنا أقرب إلى المحافظين منه إلى الليبراليين